# Helenoscoparia lucidalis
Helenoscoparia lucidalis là một loài bướm đêm trong họ Crambidae.